# William Esson
William Esson, britanski matematik, * 1838, Dundee, Škotska, † 28. avgust 1916, Abingdon, grofija Oxfordshire, Anglija.
Esson je študiral na Kolidžu St John's v Oxfordu. Po študiju je predaval na Kolidžu Merton v Oxfordu. Leta 1897 je kot Savileov profesor geometrije nasledil Sylvestra na Univerzi v Oxfordu.
Sodeloval je s Harcourtom pri problemih v kemiji.
1. 1 2  SNAC — 2010.